# ヘンリー反応
ヘンリー反応（へんりーはんのう、Henry reaction）とは、有機化学における人名反応のひとつ。塩基の媒介によりニトロアルカンとアルデヒドまたはケトンを縮合させ、β-ニトロアルコールを得る反応。1895年に L. Henry により最初に報告された。形式や機構がアルドール反応の延長線上にあることから、ニトロアルドール反応とも呼ばれる。
上式のように、ニトロ基との共鳴によって安定化されたカルバニオンがカルボニル基へ求核的に付加して新しい炭素-炭素結合が作られた生成物を与える。生じたβ-アルコールが脱水を受けるとニトロアルケンとなり、これはマイケル付加やネフ反応の基質となる有用な化学種である。